# Hush (canção)
"Hush" é um single da cantora americana Emily Osment e do cantor canadense Josh Ramsay. Eles se conheceram quando Osment viajou para o Canadá, para gravar o filme Cyberbully. Depois que se conheceram, resolveram escrever uma canção juntos. Osment disse, através de seu perfil no Twitter, que não será gravado um videoclipe para a canção.

## Lançamento e composição
O single foi gravado no Canadá e lançado oficialmente em 10 de maio de 2011. "Hush" foi escrita por Emily Osment e Josh Ramsay, que também a produziu. A canção possui uma batida moderadamente rápida, e a letra se trata de um relacionamento adolescente conturbado, que contém versos como: "You say that you're never gonna leave me / Two times that you tell me that you need me / This line is mine, just think about it / You don’t know, you don’t know, you don’t know." Até o momento, não se sabe se a canção vai ser lançada em um álbum. Mesmo sendo um dueto entre Osment e Ramsay, a canção é frequentemente referenciada somente como de Ramsay.

## Faixas
| Download digital |                |                           |         |  |
| N.º              | Título         | Compositor(es)            | Duração |  |
| 1.               | "Hush"         | Emily Osment, Josh Ramsay | 3:40    |  |
| Duração total:   | Duração total: | Duração total:            | 3:40    |  |

## Recepção da crítica
Scott Shetler do Popcrush, deu seis de dez estrelas para a faixa (), e, em resenha, disse: "Osment lançou seu primeiro álbum a menos de um ano atrás, e a carreira da cantora de 19 anos ainda está crescendo. Infelizmente, 'Hush' provavelmente não será a canção que levará Osment para seu hit inovador, já que a produção synth-pop é bastante simples. O acompanhamento musical inexpressivo deixa o foco nos vocais dos intérpretes, um erro no caso de Osment, cuja voz fina parece tão leve que poderia flutuar, mesmo quando é acompanhada no refrão. A inclusão de Ramsay é definitivamente uma boa jogada, já que seus versos e harmonias ajudam a animar a pista".  O portal Song on Lyrics deu uma resenha mais positiva, dando duas estrelas para a faixa () e dizendo: "'Hush' foi lançada para nos provar que Emily Osment é séria em relação ao ramo musical e ela tem vocais para provar isso.".

## Desempenho nas tabelas musicais
A canção coseguiu desempenhar-se somente na Canadian Hot 100 e na Canada Top 40 Airplay, nas posições 90 e 34.
| Tabela musical                 | Melhor posição |
| ------------------------------ | -------------- |
| Canadá - Canadian Hot 100      | 90             |
| Canadá - Canada Top 40 Airplay | 34             |